# Doxocopa zunilda
Doxocopa zunilda är en fjärilsart som beskrevs av Jean Baptiste Godart 1824. Doxocopa zunilda ingår i släktet Doxocopa och familjen praktfjärilar. Inga underarter finns listade i Catalogue of Life.

## Bildgalleri

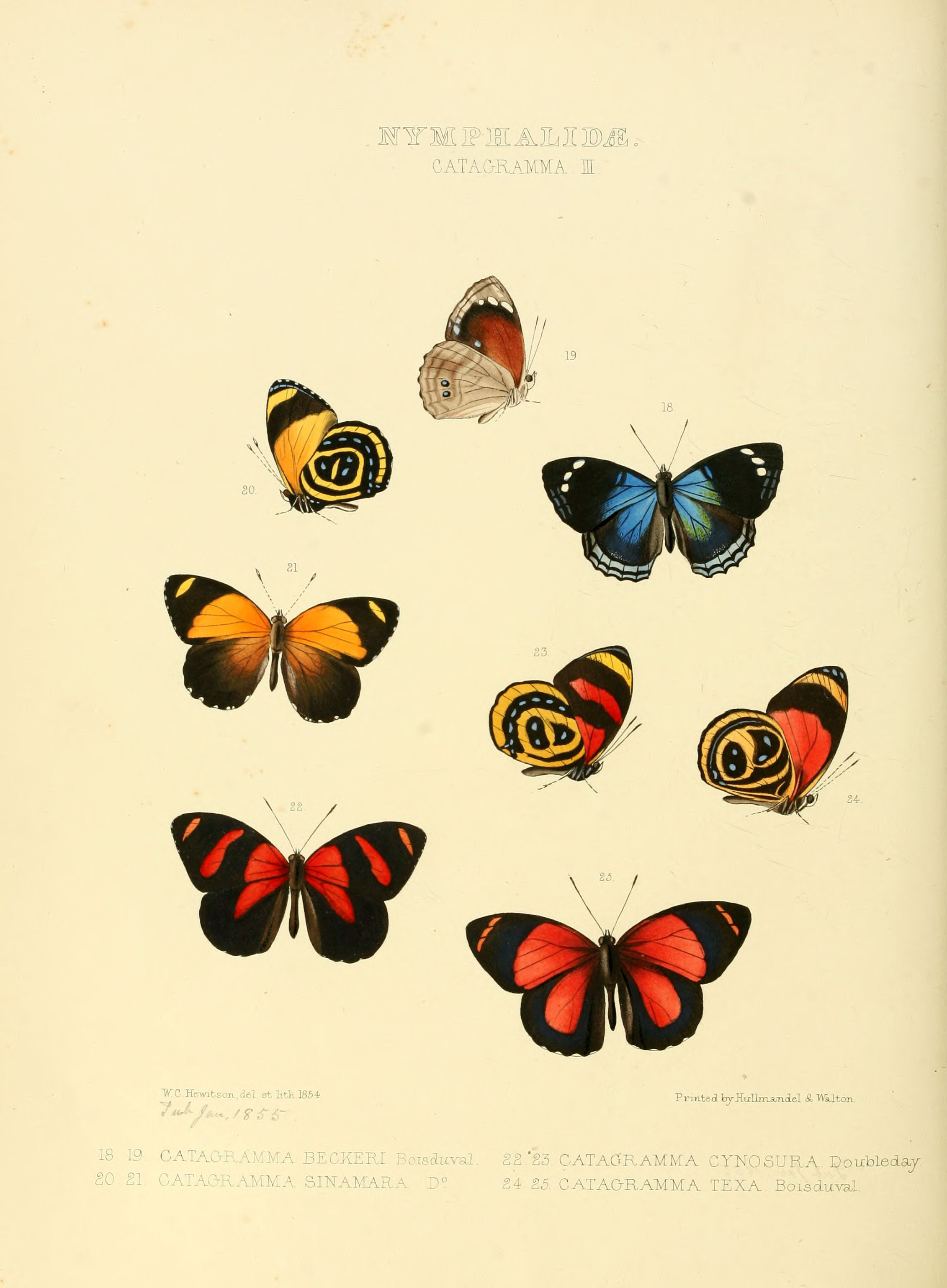